# Cyrtanthus spiralis
Cyrtanthus spiralis là một loài thực vật có hoa trong họ Amaryllidaceae. Loài này được Burch. ex Ker Gawl. mô tả khoa học đầu tiên năm 1817.